# Joseph Losey
Joseph Losey (La Crosse, 14 gennaio 1909 – Londra, 22 giugno 1984) è stato un regista, sceneggiatore e produttore cinematografico statunitense.

## Biografia
Laureatosi ad Harvard, già negli anni universitari professava idee comuniste. Formatosi in teatro - ove diresse nel 1945 Vita di Galileo con la supervisione dell'autore Bertolt Brecht - negli anni '40 scrisse e diresse alcuni cortometraggi su commissione.
Mentre si trovava in Italia per girare Imbarco a mezzanotte (1951), Losey venne richiamato negli Stati Uniti d'America a testimoniare di fronte alla Commissione per le attività antiamericane della Camera dei Rappresentanti, il comitato incaricato di "sradicare" i "sovversivi" comunisti dai vari settori della società statunitense, compresi gli ambienti dell'industria cinematografica. Non volendo sottomettersi alle note tattiche intimidatorie del comitato, Losey decise di auto-esiliarsi in Gran Bretagna. Ma anche lì incontrò problemi e difficoltà: il suo primo film inglese, il thriller La tigre nell'ombra (1954), non portò il suo nome nei titoli, ma uno pseudonimo (Victor Hanbury, nome di un regista londinese che aveva prodotto il film) poiché i protagonisti del film, Alexis Smith e Alexander Knox, temevano di finire sulla lista nera di Hollywood.
In seguito, Losey riguadagnò il suo prestigio con i thriller L'inchiesta dell'ispettore Morgan (1959) e Giungla di cemento (1960) e raggiunse il culmine della propria carriera con alcuni memorabili film di produzione britannica.
Il suo film Messaggero d'amore, tratto dal romanzo L'età incerta di Leslie Poles Hartley e sceneggiato da Harold Pinter, vinse il Grand Prix come miglior film al Festival di Cannes 1971.
Un altro famoso film di Losey è Don Giovanni (1979), trasposizione cinematografica dell'omonima opera di Wolfgang Amadeus Mozart.
Morì nella propria casa londinese il 22 giugno 1984, dopo una breve malattia.

## Filmografia

### Cinema

#### Regista
- Pete Roleum and His Cousins – cortometraggio (1939)
- Youth Gets a Break – cortometraggio (1941)
- A Child Went Forth – cortometraggio (1941)
- A Gun in His Hand – cortometraggio (1945)
- Leben des Galilei – cortometraggio, co-regia di Ruth Berlau (1947)
- Il ragazzo dai capelli verdi (The Boy with Green Hair) (1948)
- Linciaggio (The Lawless) (1950)
- Sciacalli nell'ombra (The Prowler) (1951)
- M (1951)
- La grande notte (The Big Night) (1951)
- Imbarco a mezzanotte (Stranger on the Prowl) (1952)
- La tigre nell'ombra (The Sleeping Tiger) (1954)
- A Man on the Beach – cortometraggio (1955)
- L'amante misteriosa (The Intimate Stranger) (1956)
- L'alibi dell'ultima ora (Time Without Pity) (1957)
- La zingara rossa (The Gypsy and the Gentleman) (1958)
- First on the Road – cortometraggio (1959)
- L'inchiesta dell'ispettore Morgan (Blind Date) (1959)
- Giungla di cemento (The Criminal) (1960)
- Eva (1962)
- Hallucination (The Damned) (1963)
- Il servo (The Servant) (1963)
- Per il re e per la patria (King & Country) (1964)
- Modesty Blaise - La bellissima che uccide (Modesty Blaise) (1966)
- L'incidente (Accident) (1967)
- La scogliera dei desideri (Boom) (1968)
- Cerimonia segreta (Secret Ceremony) (1968)
- Caccia sadica (Figures in a Landscape) (1970)
- Messaggero d'amore (The Go-Between) (1971)
- L'assassinio di Trotsky (The Assassination of Trotsky) (1972)
- Casa di bambola (A Doll's House) (1973)
- Galileo (Life of Galileo) (1975)
- Una romantica donna inglese (The Romantic Englishwoman) (1975)
- Mr. Klein (1976)
- Le strade del sud (Les Routes du sud) (1978)
- Don Giovanni (1979)
- La Truite (1982)
- Steaming - Al bagno turco (Steaming) (1985)

#### Sceneggiatore
- Pete Roleum and his cousins, regia di Joseph Losey – cortometraggio (1939)
- Youth Gets a Break, regia di Joseph Losey – cortometraggio (1941)
- A Child Went Forth, regia di Joseph Losey – cortometraggio (1941)
- La grande notte (The Big Night), regia di Joseph Losey (1951)
- A Man on the Beach, regia di Joseph Losey – cortometraggio (1955)
- Galileo (Life of Galileo), regia di Joseph Losey (1975)
- Don Giovanni, regia di Joseph Losey (1979)
- La Truite, regia di Joseph Losey (1982)

### Televisione

#### Regista
- Boris Godunov – film TV (1980)